# St. Nikolaus (Weira)

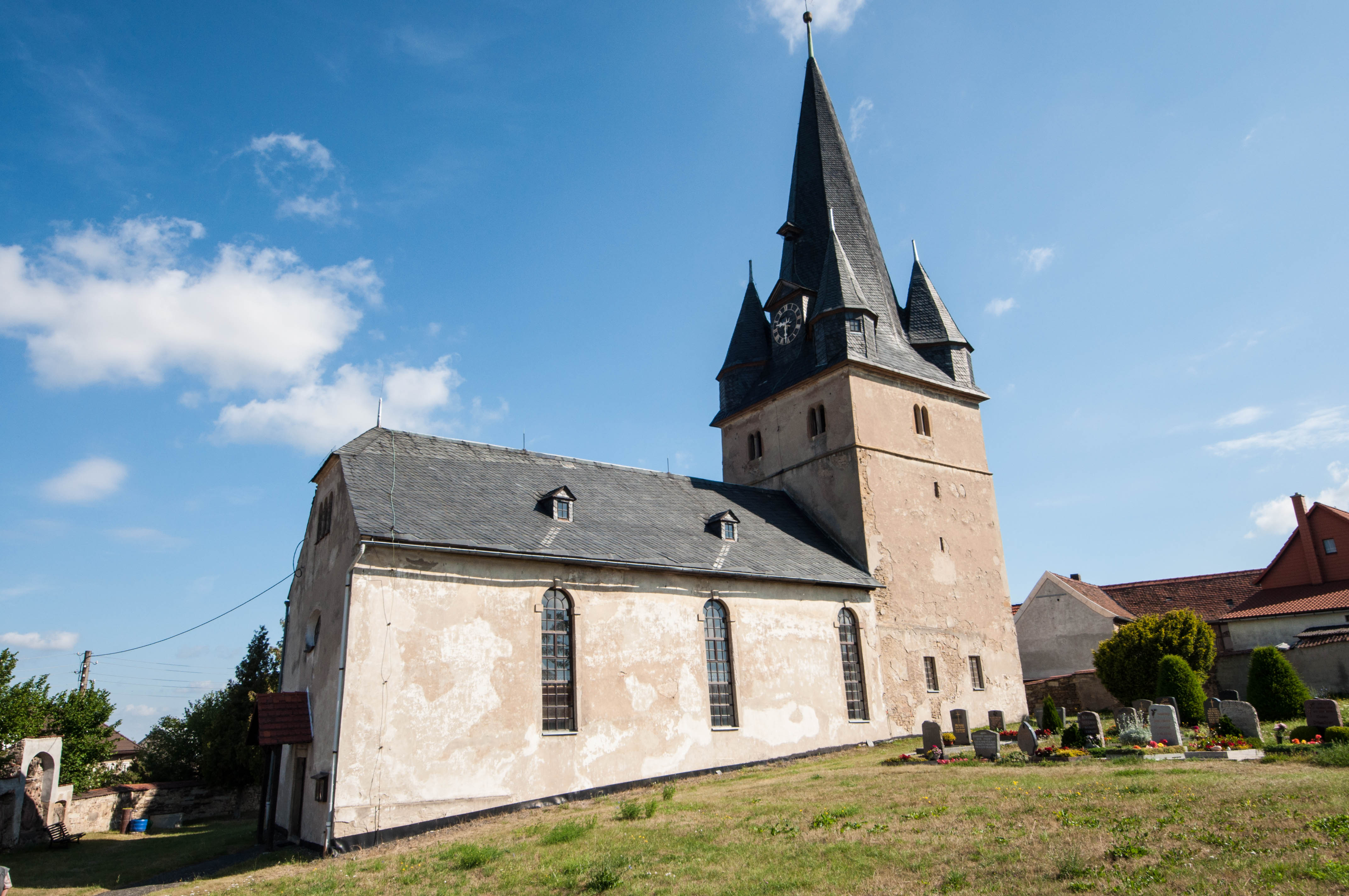
Außenansicht

Die evangelische Dorfkirche St. Nikolaus steht in der Gemeinde Weira im Saale-Orla-Kreis in Thüringen.

## Geschichte
Ältestes Zeugnis ist das Kruzifix aus dem 14. Jahrhundert.
Im Saal steht ein bilderloser Kanzelaltar im Rokoko geschmückten Chor. Das Langhaus besitzt eine Bretterdecke mit drei großen Bildern. Unter der Empore im Kirchenschiff ist ein Gemeinderaum eingebaut.
Im Untergeschoss des Turmes, den ein fünfköpfiger Turmhelm  bekrönt, findet man kapellenartige Spitzbogengewölbe. Drei Bronzeglocken aus dem Jahr 1890 hängen im Turm.
Die Orgel auf der Westempore mit 12 Registern auf zwei Manualen und Pedal wurde 1940 von Jehmlich erbaut; dabei wurde auch Registermaterial der Vorgängerorgel eines unbekannten Erbauers verwendet.